# Derecho de familia
El derecho de familia  o derecho familiar es el conjunto de normas e instituciones jurídicas que regulan las relaciones personales y patrimoniales de los miembros que integran la familia. 
Es la parte del Derecho Civil que tiene por objeto las relaciones jurídicas familiares: relaciones conyugales, paterno-filiales, tanto en su aspecto personal como patrimonial, la tutela y las demás instituciones de protección de personas que aún no alcanzaron su autonomía y/o independencia. Constituye el eje central la familia, el matrimonio y la filiación.

## Naturaleza jurídica
Tradicionalmente se ha considerado que el derecho de familia es una rama del derecho civil; sin embargo, puesto que este último se estructura sobre la base de la persona individual y dado que habitualmente se ha estimado que las relaciones de familia no pueden quedar regidas solo por criterios de interés individual y la autonomía de la voluntad, en la actualidad gran parte de la doctrina considera que es una rama autónoma del derecho, con principios propios. Sin embargo, para considerarse autónoma, es necesario que se den tres supuestos: la independencia doctrinal, la independencia legislativa y la independencia judicial.
Varios países han recogido legislativamente este cambio doctrinario dictando un Código de Familia (aparte de un Código Civil). Ese ha sido el caso de México, Argelia, Bolivia, Canadá, Cuba, Nicaragua, Costa Rica, El Salvador, Filipinas, Venezuela, Honduras, Malí, Marruecos, Panamá, Polonia y Rusia, entre otros.

## Características
- Contenido moral o ético: esta rama jurídica habitualmente posee normas sin sanción o con sanción reducida y obligaciones (o propiamente deberes) fundamentalmente incoercibles. Por ello no es posible obtener el cumplimiento forzado de la mayoría de las obligaciones de familia, quedando entregadas al sentido ético o a la costumbre (una importante excepción es el derecho de alimentos).
- Regula situaciones o estados personales: Se refiere a una disciplina de estados civiles (de cónyuge, separado, divorciado, padre, madre, hijo, etc.) que se imponen erga omnes (respecto de todos). Además, dichos estados pueden originar relaciones patrimoniales (derechos familiares patrimoniales), pero con modalidades particulares (diversas de aquellas del derecho civil), pues son consecuencia de tales estados y, por tanto, inseparables de ellos.
- Predominio del interés social sobre el individual: esta rama posee un claro predominio del interés social (o familiar) en sustitución del interés individual. Ello genera importantes consecuencias:
  - Normas de orden público: sus normas son de orden público, es decir, son imperativas e indisponibles. No se deja a la voluntad de las personas la regulación de las relaciones de familia; sin perjuicio que tal voluntad sea insustituible en muchos casos (como en el matrimonio o la adopción), pero solo para dar origen al acto (no para establecer sus efectos).
  - Reducida autonomía de la voluntad: como consecuencia de lo anterior, el principio de autonomía de la voluntad (base del Derecho civil) tiene una aplicación restringida en estas materias. En general, se prohíbe cualquier estipulación que contravenga sus disposiciones. Una importante excepción la constituyen las normas sobre los regímenes patrimoniales del matrimonio.
  - Relaciones de familia: en esta disciplina, a diferencia del derecho civil (donde prima el principio de igualdad de partes), origina determinadas relaciones de superioridad y dependencia o derechos-deberes, especialmente entre padres e hijos (como la patria potestad), aunque la mayoría de los derechos de familia tienden a ser recíprocos (como es el caso del matrimonio).

Los actos de familia son habitualmente solemnes, o sea, requieren de ciertas formalidades (por ejemplo, el matrimonio, la adopción, etc.); y comúnmente no pueden ser objeto de modalidades (por ejemplo, no pueden estar sujetas a plazo).
Así lo determinó la Sala de Derecho Constitucional y Social Permanente de la Corte Suprema de Justicia en la sentencia recaída en el Proceso de Amparo N.º 4167-2011-Callao. Más información en el siguiente enlace.
El siguiente es un esquema del contenido más típico del derecho de familia:
- Matrimonio y sus efectos
  - Esponsales
  - Regímenes patrimoniales
  - Nulidad matrimonial
  - Separación matrimonial
  - Divorcio
- Filiación y Adopción y sus efectos
  - Patria potestad
  - Autoridad parental

## Materias del derecho de familia
Las dos instituciones fundamentales del derecho de la familia son el matrimonio y la filiación. Además, los cuerpos normativos dedicados al derecho de la familia se preocupan de la situación de las personas sujetas a la autoridad de otro.Esto se refiere al mandatario de la persona.